# Жити (фільм, 1933)
«Жити» (рос. «Жить») — радянський пригодницький художній фільм 1933 року, режисера Семена Тимошенка. Фільм не зберігся.

## Сюжет
Останні дні Громадянської війни на півдні. На покинутому білими маленькому острові опиняються три людини: акторка, матрос-червонофлотець і невідомий (як пізніше з'ясовується — білогвардієць). У залишеному форті вони знаходять записку, що білими острів замінований, вибух повинен відбутися через п'ять годин — до моменту очікуваного підходу ескадри червоних. Червонофлотець вирішує спробувати знайти і знешкодити вибухівку. Акторка і невідомий хочуть за всяку ціну зберегти своє життя.

## У ролях
- Галина Кравченко —  акторка
- Петро Соболевський —  червонофлотець
- Володимир Крюгер —  незнайомець

## Знімальна група
- Режисер — Семен Тимошенко
- Сценаристи — Семен Тимошенко, Віктор Шкловський
- Оператор — Юрій Утєхін
- Композитор — Гавриїл Попов
- Художники — Федір Беренштам, Микола Суворов